# Gouvernement Albanese I
Commonwealth d'Australie
Morrison II Albanese II
Le gouvernement Albanese I (en anglais : First Albanese Ministry) est le gouvernement fédéral du commonwealth d'Australie entre le 23 mai 2022 et le 13 mai 2025, sous la 47e législature de la Chambre des représentants.
Il est dirigé par le travailliste Anthony Albanese et formé après la victoire du parti à la majorité absolue lors des élections fédérales de 2022. Il se compose de 30 ministres, dont l’un porte le titre de vice-Premier ministre.
Majoritaire à la Chambre des représentants, il est constitué du seul Parti travailliste (ALP).
Son mandat se caractérise par la volonté de développer les énergies renouvelables, afin de transformer le modèle énergétique australien, mais également la sortie de la pandémie de Covid-19, ou encore la mort de la cheffe du Commonwealth Élisabeth II.
Il succède au second gouvernement du libéral Scott Morrison et cède le pouvoir au second gouvernement Albanese après que l’ALP a renforcé sa majorité absolue aux élections fédérales de 2025.

## Historique du mandat
Ce nouveau gouvernement est dirigé par le nouveau Premier ministre, Anthony Albanese. Il est constitué du seul Parti travailliste (ALP), qui dispose de 77 députés sur 150 à la Chambre des représentants et est formé à la suite des élections fédérales du 21 mai 2022.
Il succède ainsi au second gouvernement de Scott Morrison, constitué et soutenu par la Coalition du Parti libéral et du Parti national.

### Contexte
Réélu le 18 mai 2019 à la tête du gouvernement, tout en déjouant tous les pronostics électoraux qui donnaient l'ALP vainqueur, Scott Morrison peut ainsi former un second gouvernement. Une succession de crises entache cependant fortement la popularité du Premier ministre, qui ne connaît qu'un regain temporaire dans les sondages pour sa gestion de la pandémie de Covid-19.
La première polémique concerna la gestion des feux de brousses de 2019-2020, qui causèrent plus de 4,4 milliards de dollars de dégâts auxquels s'ajoute un milliard supplémentaire du fait de la chute des revenus du secteur du tourisme . Morrison fut alors vilipendé et critiqué pour son attitude jugée égoïste, n'ayant pas mit fin à ses vacances en famille à Hawai, et ce, même au plus fort de la crise, alors que deux pompiers volontaires venaient de mourir. Cette crise, qui remet également en cause le modèle énergétique australien, conduit à plusieurs manifestations massives réclammant la démission de l''exécutif, dont les membres sont jugés « lâches, malhonnêtes et incompétents » par la sénatrice écologiste Mehreen Faruqi .
En 2020, la crise Covid, démarrée en Chine, devient une véritable pandémie mondiale. Elle provoque un total de 7 769 morts dans le pays au 14 mai 2022. L'exécutif met alors rapidement en place une cellule de crise, ferme les frontières et finance un vaste programme de soutien à l'emploi, ce qui permet au Premier ministre de regagner en popularité dans les sondages. La crise sanitaire se transforme finalement en nouvelle polémique lorsque les mesures gouvernementales de lutte contre la maladie, alors parmi les plus sévères au monde , déclenchent de nouvelles manifestations, dont certaines tournent à la violence .
Enfin, le 15 septembre 2021, l'Australie rejoint le Pacte de défense régional des États-Unis de Joe Biden et du Royaume-Uni de Boris Johnson après la signature de l'AUKUS, mettant brusquement fin aux contrats de partenariat signés avec la France notamment en termes de défense sous-marine nucléaire. Cette situation provoque un véritable tollé diplomatique, alors que la France rappelle ses ambassadeurs australiens et américains et qu'Emmanuel Macron accuse Morrison d'avoir ouvertement menti .
Ces trois crises majeures achèvent de consolider l'opinion négative des électeurs envers la Coalition, alors que le mandat de la 46e législature arrive à son terme. Morrison annonce le 10 avril la convocation des élections pour le 21 mai .

### Formation
Lors du scrutin, l'ALP remporte une large victoire contre la Coalition avec plus de 76 députés, soit le nombre requis pour la majorité absolue, après neuf ans passés dans l'opposition . La Coalition, en perdant 22 parlementaires, essuie un rejet cinglant des électeurs, notamment à l'égard de sa politique environnementale et la gestion des catastrophes naturelles .
Avant même l'annonce des résultats officiels, Scott Morrison a joint Anthony Albanese et l'a félicité pour sa victoire ,. Dans la foulée, il démissionne de la direction du Parti libéral et est remplacé par Peter Dutton, alors son ministre de la Défense. Deux jours après les élections, Anthony Albanese prête serment devant le gouverneur général David Hurley en tant que 31e Premier ministre. Les élections ont d'ailleurs permis d'élire une part bien plus importante de femmes et de représentants des peuples autochtones .

## Composition

### Initiale (1er juin 2022)
Albanese annonce la composition de l'ensemble du gouvernement le 31 mai 2022. Les membres nouvellement nommés prêtent serment le 1er juin 2022.
| Fonction | Titulaire | Titulaire        | Titulaire        | Parti |
| --- | --------- | ---------------- | ---------------- | ----- |
| Membres du cabinet                                                                                            |           |                  |                  |       |
| Premier ministre                                                                                              |           | Anthony Albanese | Anthony Albanese | ALP   |
| Vice-Premier ministre Ministre de la Défense                                                                  |           | Anthony Albanese | Richard Marles   | ALP   |
| Ministre des Affaires étrangères                                                                              |           | Penny Wong       | Penny Wong       | ALP   |
| Ministre des Finances                                                                                         |           | Jim Chalmers     | Jim Chalmers     | ALP   |
| Ministre du Budget Ministre du Service public Ministre des Femmes Vice-présidente du Conseil exécutif fédéral |           | Katy Gallagher   | Katy Gallagher   | ALP   |
| Ministre du Commerce, du Tourisme et de l'Investissement Ministre d'État spécial                              |           | Don Farrell      | Don Farrell      | ALP   |
| Ministre de l'Emploi et des Relations au travail                                                              |           | Tony Burke       | Tony Burke       | ALP   |
| Ministre de la Santé et des Soins aux personnes âgées                                                         |           | Mark Butler      | Mark Butler      | ALP   |
| Ministre du Changement climatique et de l'Énergie                                                             |           | Chris Bowen      | Chris Bowen      | ALP   |
| Ministre de l'Environnement et de l'Eau                                                                       |           | Tanya Plibersek  | Tanya Plibersek  | ALP   |
| Ministre des Infrastructures, des Transports, du Développement régional et des Collectivités locales          |           | Catherine King   | Catherine King   | ALP   |
| Ministre des Services sociaux                                                                                 |           | Amanda Rishworth | Amanda Rishworth | ALP   |
| Ministre du Régime national d'Assurance invalidité Ministre des Services gouvernementaux                      |           | Bill Shorten     | Bill Shorten     | ALP   |
| Ministre des Indigènes d'Australie                                                                            |           | Linda Burney     | Linda Burney     | ALP   |
| Procureur général Secrétaire du cabinet                                                                       |           | Mark Dreyfus     | Mark Dreyfus     | ALP   |
| Ministre des Compétences et de la Formation                                                                   |           | Brendan O'Connor | Brendan O'Connor | ALP   |
| Ministre de l'Éducation                                                                                       |           | Jason Clare      | Jason Clare      | ALP   |
| Ministre du Logement Ministre des Sans-abris Ministre des Petites entreprises                                 |           | Julie Collins    | Julie Collins    | ALP   |
| Ministre des Communications                                                                                   |           | Michelle Rowland | Michelle Rowland | ALP   |
| Ministre des Ressources Ministre de l'Australie du Nord                                                       |           | Madeleine King   | Madeleine King   | ALP   |
| Ministre de l'Agriculture, de la Pêche et des Forêts Ministre de la Gestion des urgences                      |           | Murray Watt      | Murray Watt      | ALP   |
| Ministre de l'Industrie et des Sciences                                                                       |           | Ed Husic         | Ed Husic         | ALP   |
| Ministre de l'Intérieur Ministre de la Cybersécurité                                                          |           | Clare O'Neil     | Clare O'Neil     | ALP   |
| Autres ministres                                                                                              |           |                  |                  |       |
| Ministre des Anciens Combattants Ministre du Personnel de la Défense                                          |           | Matt Keogh       | Matt Keogh       | ALP   |
| Ministre de l'Industrie de la défense Ministre du Développement international et du Pacifique                 |           | Pat Conroy       | Pat Conroy       | ALP   |
| Ministre des Finances adjoint Ministre des Services financiers                                                |           | Stephen Jones    | Stephen Jones    | ALP   |
| Ministre de l'Immigration, de la Citoyenneté et des Affaires multiculturelles                                 |           | Andrew Giles     | Andrew Giles     | ALP   |
| Ministre de l'Éducation de la petite enfance Ministre de la Jeunesse                                          |           | Anne Aly         | Anne Aly         | ALP   |
| Ministre des Soins aux personnes âgées Ministre des Sports                                                    |           | Anika Wells      | Anika Wells      | ALP   |
| Ministre du Développement régional, des Collectivités locales et des Territoires                              |           | Kristy McBain    | Kristy McBain    | ALP   |

### Remaniement du 28 juillet 2024
Albanese annonce le 25 juillet 2024 un remaniement ministériel qui intervient après l'annonce du départ en retraite de Linda Burney, alors ministre des Indigènes et de Brendan O'Connor, le ministre des Compétences et de la Formation, en vue des élections fédérales de 2025 ainsi que de leur démission de l'exécutif .
- Par rapport à la composition précédente, les nouveaux membres sont indiqués en gras, ceux ayant changé d'attributions le sont en italique.
- Note : Katy Gallagher et Amanda Rishworth se partagent les deux portefeuilles auparavant à la charge de Bill Shorten, après sa démission du gouvernement le 16 janvier 2025. Anika Wells est également élevée au Cabinet, tout en conservant ses deux portefeuilles [15].

| Fonction | Titulaire | Titulaire        | Titulaire                          | Parti |
| --- | --------- | ---------------- | ---------------------------------- | ----- |
| Membres du cabinet |           |                  |                                    |       |
| Premier ministre |           | Anthony Albanese | Anthony Albanese                   | ALP   |
| Vice-Premier ministre Ministre de la Défense |           | Anthony Albanese | Richard Marles                     | ALP   |
| Ministre des Affaires étrangères |           | Penny Wong       | Penny Wong                         | ALP   |
| Ministre des Finances |           | Jim Chalmers     | Jim Chalmers                       | ALP   |
| Ministre du Budget Ministre du Service public Ministre des Femmes Ministre des Services gouvernementaux (à partir du 20/01/2025) Vice-présidente du Conseil exécutif fédéral |           | Katy Gallagher   | Katy Gallagher                     | ALP   |
| Ministre du Commerce, du Tourisme et de l'Investissement Ministre d'État spécial                                                                                             |           | Don Farrell      | Don Farrell                        | ALP   |
| Ministre de l'Intérieur Ministre de l'Immigration et des Affaires multiculturelles Ministre de la Cybersécurité Ministre des Arts                                            |           | Tony Burke       | Tony Burke                         | ALP   |
| Ministre de la Santé et des Soins aux personnes âgées |           | Mark Butler      | Mark Butler                        | ALP   |
| Ministre du Changement climatique et de l'Énergie |           | Chris Bowen      | Chris Bowen                        | ALP   |
| Ministre de l'Environnement et de l'Eau |           | Tanya Plibersek  | Tanya Plibersek                    | ALP   |
| Ministre des Infrastructures, des Transports, du Développement régional et des Collectivités locales                                                                         |           | Catherine King   | Catherine King                     | ALP   |
| Ministre des Services sociaux Ministre du Régime nationale d'Assurance invalidité (à partir du 20/01/2025)                                                                   |           | Amanda Rishworth | Amanda Rishworth                   | ALP   |
| Ministre du Régime national d'Assurance invalidité Ministre des Services gouvernementaux                                                                                     |           | Bill Shorten     | Bill Shorten (jusqu'au 16/01/2025) | ALP   |
| Ministre des Indigènes d'Australie |           | Linda Burney     | Malarndirri McCarthy               | ALP   |
| Procureur général Secrétaire du cabinet |           | Mark Dreyfus     | Mark Dreyfus                       | ALP   |
| Ministre de l'Éducation |           | Jason Clare      | Jason Clare                        | ALP   |
| Ministre de l'Agriculture, de la Pêche et des Forêts Ministre des Petites entreprises                                                                                        |           | Julie Collins    | Julie Collins                      | ALP   |
| Ministre des Communications |           | Michelle Rowland | Michelle Rowland                   | ALP   |
| Ministre des Ressources Ministre de l'Australie du Nord |           | Madeleine King   | Madeleine King                     | ALP   |
| Ministre de l'Emploi et des Relations du travail |           | Murray Watt      | Murray Watt                        | ALP   |
| Ministre de l'Industrie et des Sciences |           | Ed Husic         | Ed Husic                           | ALP   |
| Ministre du Logement Ministre des Sans-abris |           | Clare O'Neil     | Clare O'Neil                       | ALP   |
| Ministre de l'Industrie de la défense Ministre du Développement international et du Pacifique                                                                                |           | Pat Conroy       | Pat Conroy                         | ALP   |
| Ministre des Soins aux personnes âgées Ministre des Sports |           | Anika Wells      | Anika Wells                        | ALP   |
| Autres ministres |           |                  |                                    |       |
| Ministre des Anciens Combattants Ministre du Personnel de la Défense |           | Matt Keogh       | Matt Keogh                         | ALP   |
| Ministre des Finances adjoint Ministre des Services financiers |           | Stephen Jones    | Stephen Jones                      | ALP   |
| Ministre des Compétences et de la Formation |           | Andrew Giles     | Andrew Giles                       | ALP   |
| Ministre de l'Éducation de la petite enfance Ministre de la Jeunesse |           | Anne Aly         | Anne Aly                           | ALP   |
| Ministre du Développement régional, des Collectivités locales et des Territoires                                                                                             |           | Kristy McBain    | Kristy McBain                      | ALP   |

## Représentativité

### Parité
En comptant le Premier ministre, il y a 25 hommes contre 21 femmes. Elles sont cependant bien plus nombreuses que sous le gouvernement Morrison II, qui comptait à sa formation 10 femmes pour 31 hommes. Cela fait de l'exécutif nouvellement nommé le gouvernement le plus diversifié du pays . 10 des 23 ministres siégeant au Cabinet sont des femmes.

### Âge
Lors de sa nomination, Anika Wells, âgée de 36 ans, est la plus jeune membre du gouvernement tandis que Pat Dodson, 74 ans, est le doyen de l'exécutif. La moyenne d'âge des membres du gouvernement est de 51 ans au moment de sa nomination.